# 武爾卡納-潘代萊鄉
45°02′N 25°23′E / 45.033°N 25.383°E
武爾卡納-潘代萊鄉（羅馬尼亞語：Comuna Vulcana-Pandele, Dâmbovița），是羅馬尼亞的鄉份，位於該國南部，由登博維察縣負責管轄，面積25平方公里，海拔高度353米，2004年人口5,028，人口密度每平方公里200人。